# U-21-Faustball-Europameisterschaft 2002
Die 3. Faustball-Europameisterschaft für U21-Mannschaften fand am 17. und 18. August 2002 in Waldkirch (Schweiz) statt. Die Schweiz war zum ersten Mal Ausrichter der Faustball-Europameisterschaft der U21-Mannschaften.

## Platzierungen
| Rang | Land        |
| ---- | ----------- |
| 1.   | Schweiz     |
| 2.   | Österreich  |
| 3.   | Deutschland |